# Eustomias obscurus
Eustomias obscurus is een straalvinnige vissensoort uit de familie van Stomiidae. De wetenschappelijke naam van de soort is voor het eerst geldig gepubliceerd in 1884 door Vaillant.